# Festival international des cinémas d'Asie de Vesoul 2017
Le Festival international des cinémas d'Asie de Vesoul 2017, 23e édition du festival, s'est déroulé du 7 février 2017 au 14 février 2017.

## Déroulement et faits marquants
Le 7 février 2017, le festival est ouvert et des cyclos d'honneur sont remis à la réalisatrice iranienne Rakhshan Bani-Etemad et à l'actrice sri-lankaise Swarna Mallawarachchi.

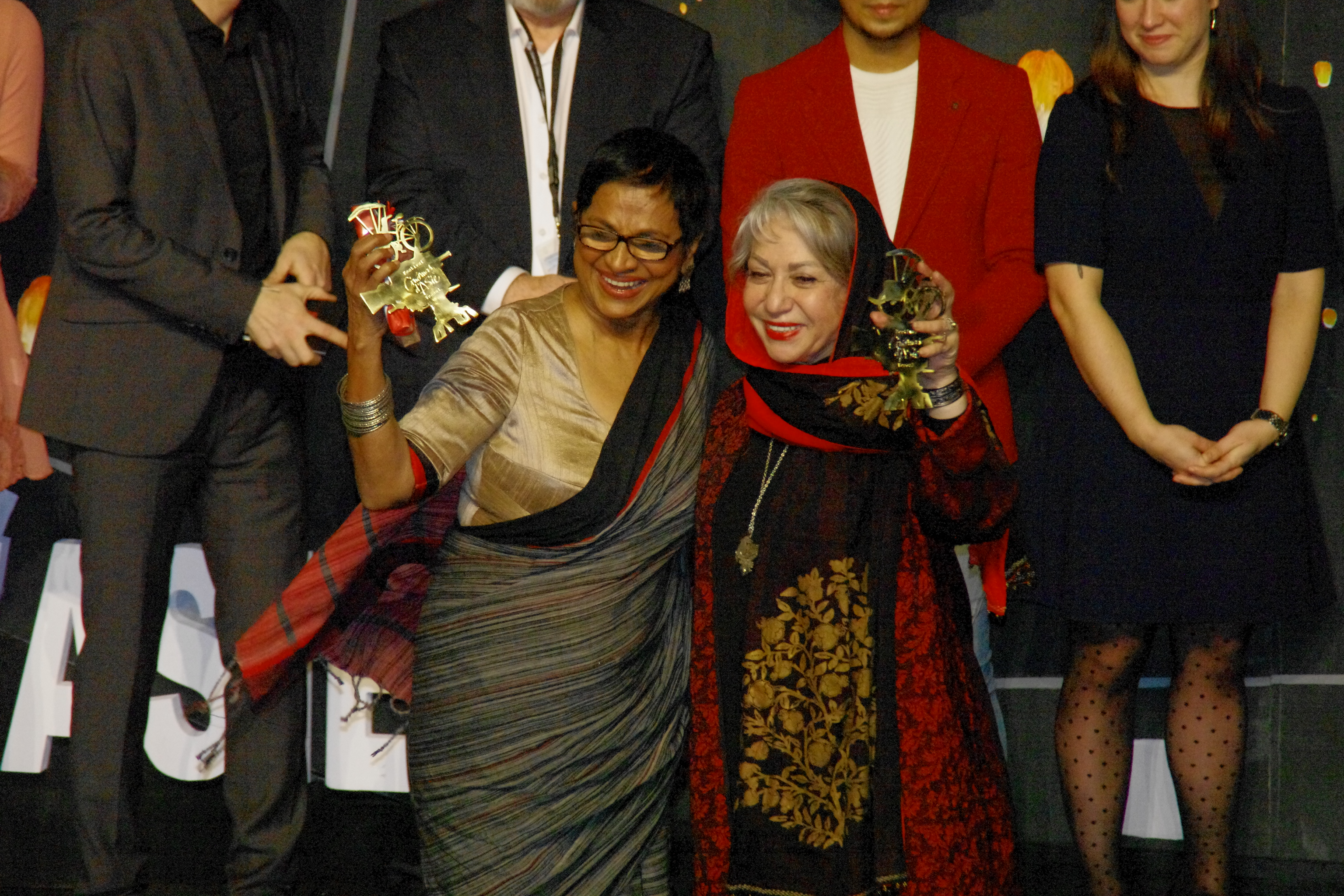
Cyclos d'Or d'honneur à Swarna Mallawarachchi et Rakhshan Bani-Etemad

Le 14 février 2017, le Cyclo d'or est décerné à Yao Tian pour son film 500M800M

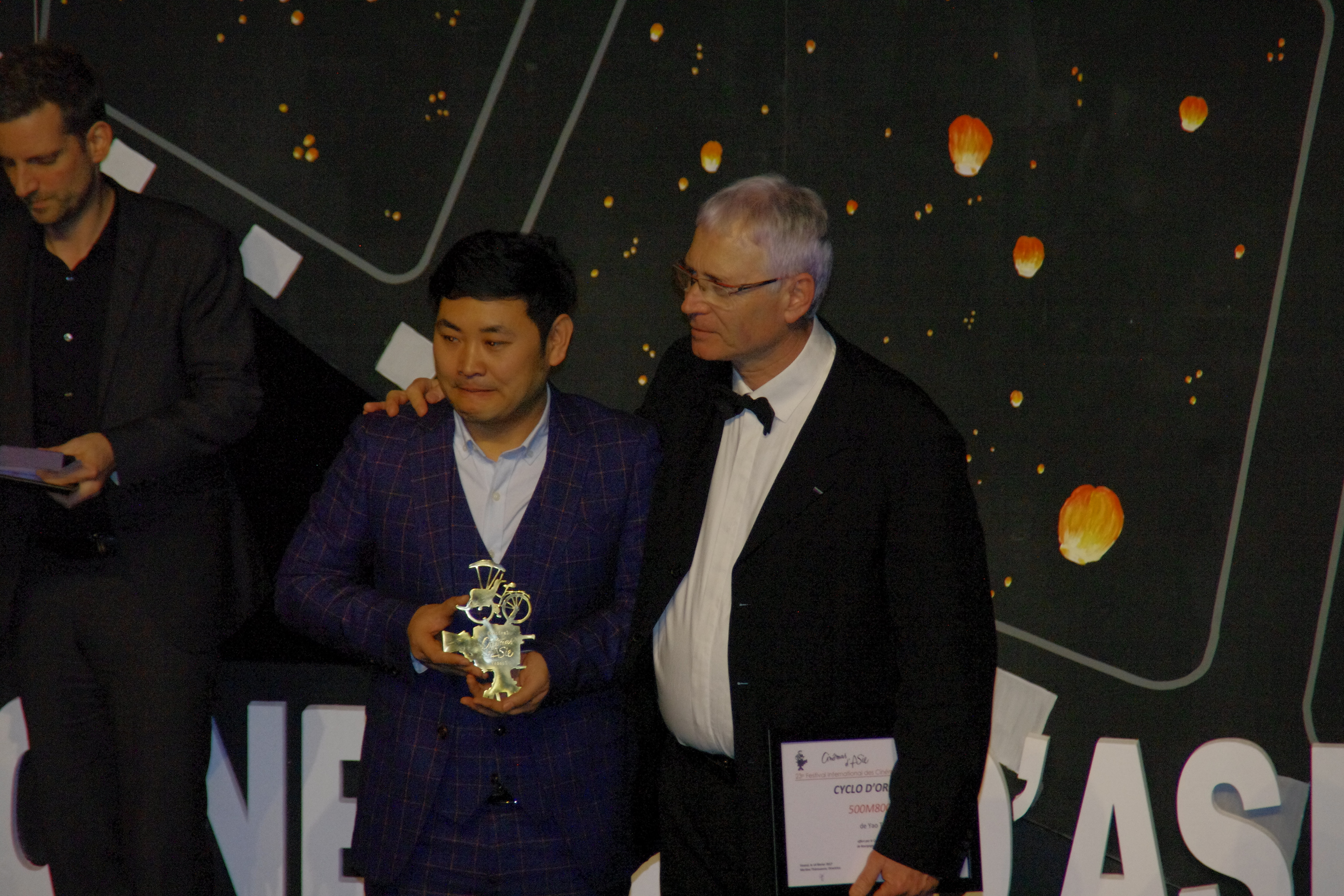
YAO Tian Cyclo d'Or du FICA 2017 avec Jean Marc THEROUANNE

## Les jurys

### Jury International
- Rakhshan Bani-Etemad (présidente du jury), réalisatrice  Iran
- Rusudan Chkonia, réalisatrice  Géorgie
- Byambasuren Davaa, réalisatrice  Mongolie
- Vimukthi Jayasundara, réalisateur  Sri Lanka

### Jury NETPAC
- Gulbara Tolomushova,  Kirghizistan
- Swarna Mallawarachchi, actrice  Sri Lanka
- Jakub Krolikowski,  Pologne

### Jury Guimet
- Prasanna Vithanage, réalisateur  Sri Lanka

## Sélection

### En compétition
Films de fiction :
- 500M800M de Yao Tian
- Baby Beside Me de Son Tae-gyum
- Hotel Salvation de Shubhashish Bhutiani
- Emma'Mother de Riri Riza
- Being Born de Mohsen Abdolvahab
- The Dark Wind de Hussein Hassan
- Going the Distance de Harumoto Yujiro
- Her Mother de Sato Yoshinori
- Lost Daughter de Chen Yu-jie

### Hommages et Regards
- Les Maîtres du cinéma sri lankais
- Regard sur le cinéma géorgien

## Palmarès
- Cyclo d'or : 500M800M de Yao Tian
- Grand prix du jury : Being Born de Mohsen Abdolvahab
- Prix du Jury : Going the Distance de Harumoto Yujiro
- Mention spéciale : Hiromi Hakogi, actrice dans Her Mother de Sato Yoshinori

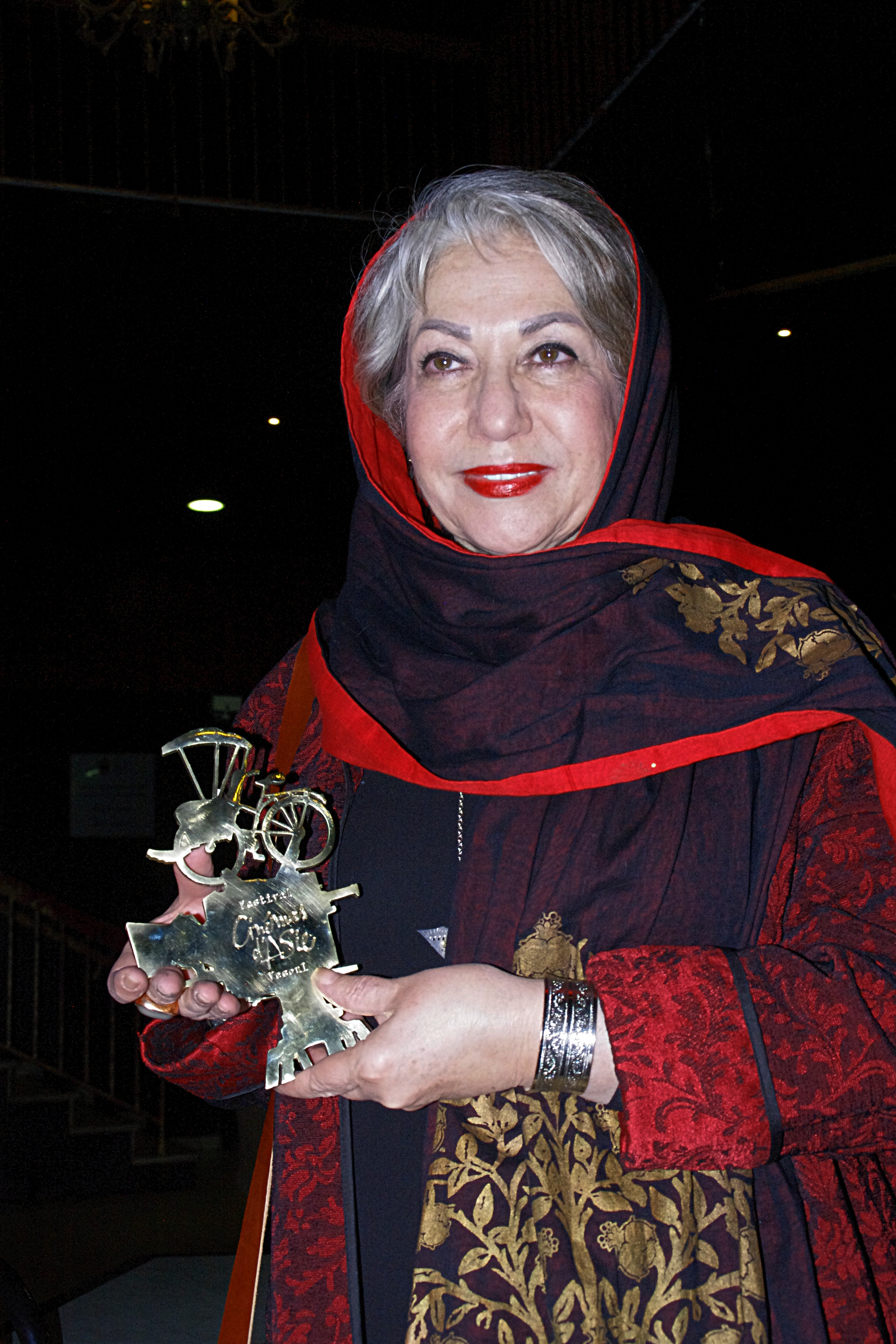
Prix de la critique : Hotel Salvation de Shubhashish Bhutiani  - Rakhshan Bani-Etemad